# Miagrammopes ferdinandi
Miagrammopes ferdinandi är en spindelart som beskrevs av O. Pickard-Cambridge 1870. Miagrammopes ferdinandi ingår i släktet Miagrammopes och familjen krusnätsspindlar.
Artens utbredningsområde är Sri Lanka. Inga underarter finns listade i Catalogue of Life.